# T.E.C 3001
T.E.C 3001 est un jeu vidéo de plates-formes développé par Phoenix Game Studio et édité par Bulkypix, sorti en 2011 sur Xbox Live Indie Games, iOS, Windows, Mac OS et Linux.

## Accueil
- Pocket Gamer : 5/10 (iOS)[1]